# Patafísica
La patafísica (original i en francès 'pataphysique —amb apòstrof) és una ciència imaginària, inventada per l'escriptor francès Alfred Jarry el 1893, que parodiava literàriament alhora la ciència i la pseudociència, amb l'excepció i la fantasia com a subjectes principals.
Alfred Jarry va usar per primer cop el mot patafísica a la seva novel·la Gestes et opinions du docteur Faustroll, pataphysicien, on descriu la patafísica com a «ciència del que és particular, ciència de l'excepció». El llibre va ser publicat postúmament el 1911. Conseqüentment amb els mateixos principis, no hi ha pas una definició unívoca. Podria ser la «ciència de les solucions imaginàries, que uneix simbòlicament a les seves accions, les propietats dels objectes descrits per la seva virtualitat». La defineix també com la ciència que «s'afegeix a la metafísica, […] i que estudiarà les lleis que regeixen les excepcions». Així entra en plena paradoxa: si les excepcions són regides per una llei, ja no són excepcions.

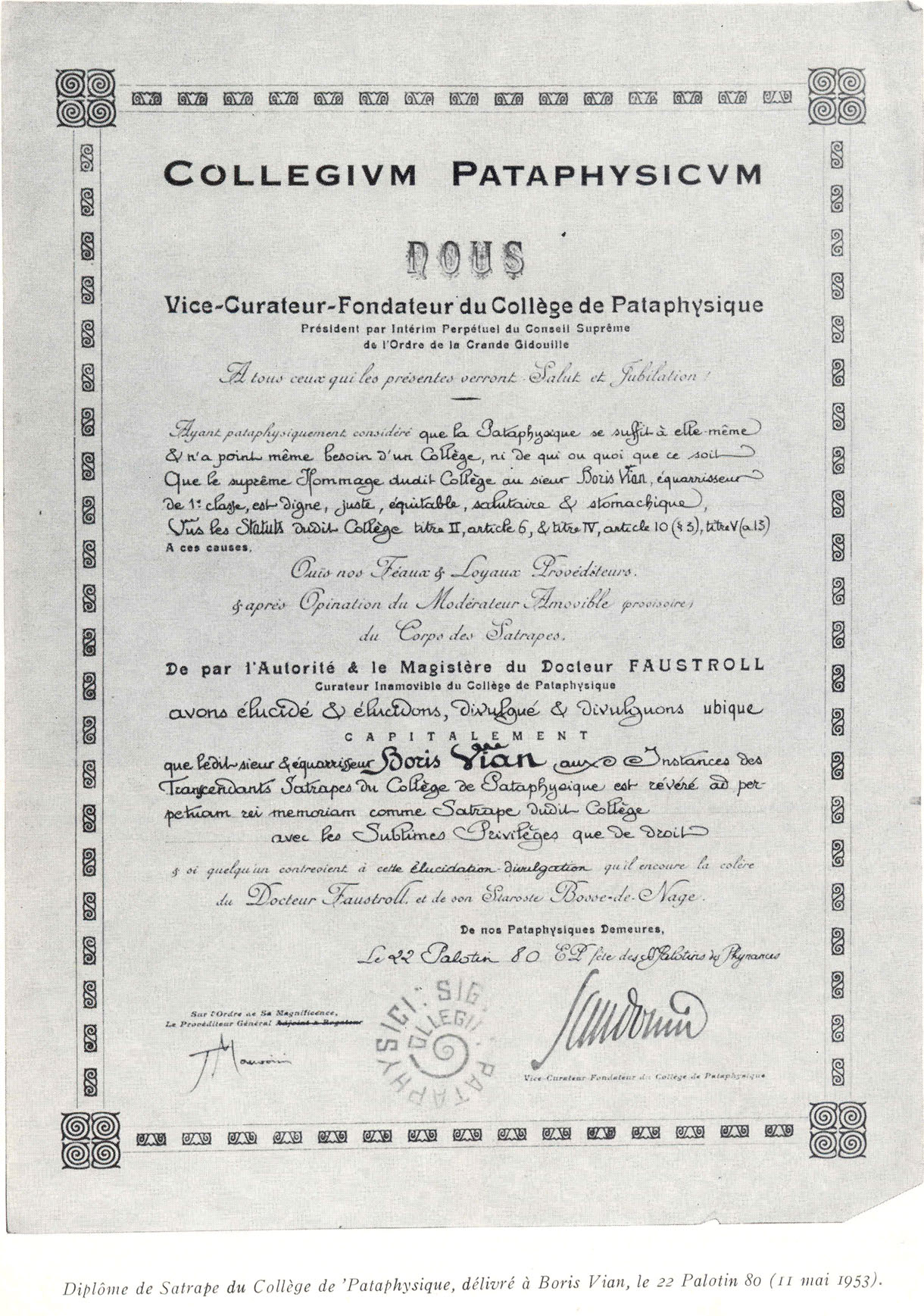
Diploma de sàtrapa atorgat a Boris Vian el 1953 pel Col·legi de Patafísica, que diu entre d'altres: com la patafísica és autosuficient, no li cal cap Col·legi

Inventa una pseudoetimologia com que la paraula provindria de la contracció del grec «ἐπὶ (μετὰ τὰ φυσικά)» epì metà tà phusiká que significa «el llibre que ve damunt del llibre que ve després del llibre de la física», en al·lusió a la Metafísica d'Aristòtil) que era el seu llibre escrit després de la física. Una altra explicació és un joc de paraules sobre la frase «c'est pas ta physique» (no és pas la teva física) que en francès sona com «c'est patafysique» (és patafísica). S'ha publicat un llibre amb cent-vint definicions de la patafísica del qual tothom pot triar la que li agradi, encara que moltes siguin evidentment totalment errònies, però «no seria patafísicalment correcte excloure'ls».
La patafísica és principalment una crítica de la ciència i una reivindicació de l'absurd, a través d'una complexa paròdia que va inspirar els surrealisme i el teatre de l'absurd. Sempre segons Jarry, els primers texts patafísics provindrien d'Ibicrat el Geòmetra (de ±-470aC a -430aC) i de Sofrotat d'Armènia. Doctor Faustroll, personatge literari de Jarry i «fundador» de la patafísica preconitza que «les lleis generals de la física són un conjunt d'excepcions no excepcionals, i, en conseqüència, sense cap interès. Ras i curt, la regla és una excepció a l'excepció»

## Epígons, deixebles, col·legis i facultats
Fins 1948, el tema va quedar el que era, una fantasia literària divertida que conduïa una vida relativament discreta. El 1948 a París va inspirar un moviment artístic i es va crear el «Col·legi de Patafísica» amb entre d'altres Boris Vian. Com a gran promotor aquest va afegir un nou principi al corpus patafísic: «l'equivalència, el que potser explicaria el rebuig que manifestem en contra de tot el que és seriós, però també d'allò que no ho és gens, car per a nosaltres tot és una mateixa cosa: la patafísica». El Col·legi va publicar una revista, Viridis Candela (Carnets del col·legi), on apareixerien, entre d'altres, els primers textos d'Ionesco, nombrosos escrits de Boris Vian, Alfred Jarry i els primers treballs del grup Oulipo. Altres membres eminents van ser-ne Joan Miró i  Marcel Duchamp.
Els patafísics donaven conferències a institucions científiques, filosòfiques o esotèriques, on argumentaven que era un joc de l'esperit, que proposa a l'audiència que reflexionessin sobre el seu entorn, tractant de descobrir un univers paral·lel i restablir l'humor al context pesat de l'academicisme universitari. Els patafísics defensaven la tesi absurda d'Alfred Jarry: «El patafísic observa el món i l'univers d'una manera particular, per exemple, en lloc d'enunciar la llei de la caiguda d'un cos vers un centre, el patafísic preferirà aquella de l'ascensió del buit envers una perifèria».
S'inscriu en un tradició de paròdia crítica de l'hermetisme estèril, que sovint pot observar-se tant en ciències positives com socials i, encara més, en teologia o esoterisme. Va inspirar altres autors com Umberto Eco, amb la seva Facultat d'irrellevància comparada, o Pablo López, que va crear una extensió anomenada «pataforologia», o encara la Faculdad de Ciencias inútiles, creada el 1986. Moviments estudiantils se'n van inspirar per anomenar centres culturals alternatius, com l'Institut d'Irrelevància Comparada de la Universitat de Frankfurt (2003-2013), l'Institut Independent d'Estudis Patafísics del País Valencià (IIEPPV), la Facoltà di Tetrapiloctomia del Grup de patafísica de la Universitat de Torí i molts altres.